# 小笠原長茲
小笠原 長茲（おがさわら ながこれ、生没年不詳）は、戦国時代の武将。
三河（幡豆）小笠原氏。通称三九郎。小笠原長是とも。

## 略歴
小笠原長浮（安芸守）の弟 。永禄年（1561年）藤波畷の戦いで大将として180余騎を率いて糟塚砦に配置された。
詳細は分かっていないが小笠原吉次に比定する説もある。